# 广年郡
广年郡，中国南北朝时设置的郡。
北周天和元年（566年）置广年郡，治所在广年县（一作广平县，治今四川黑水县东北东北三十里），隶属于覃州。下辖广年县、平康县二县。辖境相当今四川省黑水县东北部。隋文帝开皇三年（583年）废广年郡，属县直属覃州。